# George Newbern
George Young Newbern (n. 30 decembrie 1964, Little Rock, Arkansas, SUA) este un actor american de film și televiziune și actor de voce. Este cel mai cunoscut pentru rolul lui Charlie în serialul ABC Scandal și ca Bryan MacKenzie în Father of the Bride (1991) și în continuarea Father of the Bride Part II sau ca Danny (The Yeti) în Friends. A interpretat vocea lui Superman în multe produse media DC Comics (cele mai notabile fiind seriile animate Liga Dreptății și Liga Dreptății fără limite precum și seria de jocuri video Injustice) sau vocea lui Sephiroth în seriile Final Fantasy și Kingdom Hearts.

## Filmografie

### Film
| An   | Titlu                                      | Rol                                      | Note                                          |
| ---- | ------------------------------------------ | ---------------------------------------- | --------------------------------------------- |
| 1986 | My Little Girl                             | Woody                                    |                                               |
| 1987 | Adventures in Babysitting                  | Dan Lynch                                |                                               |
| 1987 | Double Switch                              | Bart / Matt                              |                                               |
| 1988 | Paramedics                                 | Uptown                                   |                                               |
| 1988 | Switching Channels                         | Siegenthaler                             |                                               |
| 1988 | It Takes Two                               | Travis Rogers                            |                                               |
| 1991 | Father of the Bride                        | Bryan MacKenzie                          |                                               |
| 1992 | Little Sister                              | Mike                                     |                                               |
| 1993 | Doorways (Lumi paralele)                   | Dr. Thomas Mason                         | Film TV                                       |
| 1993 | Doppelganger                               | Patrick Highsmith                        | Film TV                                       |
| 1993 | Torch Song                                 | Wedge                                    | Film TV                                       |
| 1994 | I Spy Returns                              | Bennett Robinson                         | Film TV                                       |
| 1994 | Witness to the Execution                   | Phillip Tyler                            | Film TV                                       |
| 1995 | Father of the Bride Part II                | Bryan MacKenzie                          |                                               |
| 1995 | Theodore Rex                               | Theodore Rex (voce)                      |                                               |
| 1996 | The Evening Star                           | Tommy Horton                             |                                               |
| 1999 | Friends and Lovers                         | Ian Wickam                               |                                               |
| 2000 | If These Walls Could Talk                  | Tom                                      | Film TV                                       |
| 1998 | The Simple Life of Noah Dearborn           | Christian Nelson                         | Film TV                                       |
| 2001 | The Sons of Mistletoe                      | Jimmy Adams                              | Film TV                                       |
| 2003 | Kids' Ten Commandments: Stolen Gearts      | Matthew (voce)                           | Film de scurtmetraj de animație direct-pe-DVD |
| 2005 | Buffalo Dreams                             | Dr. Nick Townsend                        | Film TV                                       |
| 2006 | Final Fantasy VII: Advent Children         | Sephiroth (voce)                         | Film animat pe computer                       |
| 2007 | A Dennis the Menace Christmas              | Henry Mitchell                           |                                               |
| 2008 | Fireflies in the Garden                    | Jimmy                                    |                                               |
| 2008 | Batman: Gotham Knight                      | Man in Black, Guido, Man, Youth 3 (voci) |                                               |
| 2009 | The Patient                                | George                                   |                                               |
| 2009 | Dadnapped                                  | Neal Morris                              | Film TV                                       |
| 2009 | Locker 13                                  | Robert Diener                            | Segmentul: "Midnight Blues"                   |
| 2009 | Saw VI                                     | Harold Abbott                            |                                               |
| 2010 | Superman/Shazam!: The Return of Black Adam | Clark Kent/Superman (voce)               | Film de scurtmetraj de animație direct-pe-DVD |
| 2011 | The Heart of Christmas                     | Dr. Sandler                              | Film TV                                       |
| 2012 | 3 Day Test                                 | Martin Taylor                            | Film direct-pe-DVD                            |
| 2012 | Monster High: Escape from Skull Shores     | Andy Beast (voce)                        | Film TV de animație                           |
| 2012 | Superman vs. The Elite                     | Clark Kent/Superman (voce)               | Film de scurtmetraj de animație direct-pe-DVD |
| 2014 | Justice League: War                        | Steve Trevor (voce)                      | Film de scurtmetraj de animație direct-pe-DVD |
| 2015 | Justice League: Throne of Atlantis         | Steve Trevor (voce)                      | Film de scurtmetraj de animație direct-pe-DVD |
| 2016 | Pup Star                                   | Bark (voce)                              | Direct-pe-DVD                                 |
| 2017 | Pup Star: Better 2Gether                   | Bark (voce)                              | Direct-pe-DVD                                 |
| 2017 | I Am Elizabeth Smart                       | Ed Smart                                 |                                               |
| 2019 | Justice League vs. the Fatal Five          | Clark Kent/Superman (voce)               | Film de scurtmetraj de animație direct-pe-DVD |

### Televiziune
| An           | Titlu                               | Rol                                              | Note                                                          |
| ------------ | ----------------------------------- | ------------------------------------------------ | ------------------------------------------------------------- |
| 1982         | The Blue and the Gray               | Pvt Lawrence Jones (Union deserter at Bull Run)  | Miniserie TV                                                  |
| 1986         | Family Ties                         | Eric                                             | Episodul: "My Brother's Keeper"                               |
| 1986–1992    | Designing Women                     | Payne McIlroy                                    | 4 episoade                                                    |
| 1990         | Poochinski                          | Det. Robert McKay                                | pilot TV                                                      |
| 1990         | Working Girl                        | Everett Rutledge                                 | 12 episoade                                                   |
| 1991–1993    | The Pirates of Dark Water           | Ren (voce)                                       |                                                               |
| 1995         | Courthouse                          | Sean                                             | 5 episoade                                                    |
| 1997         | Gold Fever                          | Will Patterson                                   | Documentar                                                    |
| 1997         | Touched by an Angel                 | Michael Burns                                    | Episodul: "Amazing Grace: Part 1"                             |
| 1997         | Promised Land                       | Michael Burns                                    | Episodul: "Amazing Grace: Part 2"                             |
| 1997         | The Outer Limits                    | Ryan Unger                                       | Episodul: "Stream of Consciousness"                           |
| 1997         | Adventures from the Book of Virtues | Damon (voce)                                     | Episodul: "Friendship"                                        |
| 1997         | Perversions of Science              | Walter                                           | Episodul: "Planely Possible"                                  |
| 1997–1998    | Chicago Hope                        | Dr. Scott Frank                                  | 6 episoade                                                    |
| 1998         | From the Earth to the Moon          | Stu Roosa                                        | Miniserie TV                                                  |
| 1998         | Friends                             | Danny                                            | 3 episoade                                                    |
| 2000         | Bull                                | Robert "Ditto" Roberts III                       | 20 episoade                                                   |
| 2001–2004    | Justice League                      | Clark Kent / Superman (voce)                     |                                                               |
| 2002         | Providence                          | Owen Frank                                       | 21 episoade                                                   |
| 2003         | Static Shock                        | Clark Kent / Superman (voce)                     | Episodul: "Toys in the Hood"                                  |
| 2004         | Boston Legal                        | Dr. Allen Konigsberg                             | Episodul: "Loose Lips"                                        |
| 2004         | CSI: Crime Scene Investigation      | Dr. Todd Coombs                                  | Episodul: "Bloodlines"                                        |
| 2004         | Johnny Bravo                        | Man, Waiter, Moustache Man (voci)                | Episodul: "Get Shovelized/T Is for Trouble"                   |
| 2004–2006    | Justice League Unlimited            | Clark Kent / Superman, Bizarro, Evil Star (voci) | 20 episoade                                                   |
| 2006         | Cold Case                           | Bill Huxley (1979)                               | Episodul: "The Key"                                           |
| 2007–2008    | The Batman                          | Clark Kent / Superman (voce)                     | 4 episoade                                                    |
| 2008         | CSI: Miami                          | Kevin Weaver                                     | Episodul: "To Kill a Predator"                                |
| 2008         | Ben 10: Alien Force                 | Frank Tennyson (voce)                            | Episodul: "What Are Little Girls Made Of"                     |
| 2008         | Grey's Anatomy                      | Stan Mercer                                      | Episodul: "There's No 'I' in Team"                            |
| 2008         | Ghost Whisperer                     | Roger Gardner                                    | Episodul: "Ball & Chain"                                      |
| 2008         | Jericho                             | President John Tomarchio                         | Episodul: "Condor"                                            |
| 2009         | Criminal Minds                      | Steven Baleman                                   | Episodul: "Soul Mates"                                        |
| 2009         | CSI: NY                             | Alex Sheridan                                    | Episodul: "Rush to Judgement"                                 |
| 2009         | Castle                              | Howard Peterson                                  | Episodul: "Nanny McDead"                                      |
| 2009         | The Cleaner                         | Perry                                            | Episodul: "Path of Least Resistance"                          |
| 2009         | Private Practice                    | Brian Reynolds                                   | Episodul: "Slip Slidin' Away"                                 |
| 2010         | Nip/Tuck                            | Dr. Curtis Ryerson                               | 4 episoade                                                    |
| 2010         | The Mentalist                       | Dr. Cliff Edmunds                                | Episodul: "Code Red"                                          |
| 2010         | Miami Medical                       | Frank                                            | Episodul: "All Fall Down"                                     |
| 2010         | NCIS                                | Arthur Haskell                                   | Episodul: "Dead Air"                                          |
| 2010         | Suite 7                             | Gil                                              | Episodul: “Supermen”                                          |
| 2010–2011    | Hot in Cleveland                    | Jordan                                           | 2 episoade                                                    |
| 2012–2018    | Scandal                             | Charlie                                          | Serial TV; Rol periodic S1-S6 - principal S7 - 66 de episoade |
| 2015         | Granite Flats                       | Scottie Andrews                                  | 8 episoade                                                    |
| 2017         | Grimm                               | Julian Levy                                      | Episode: "The Son Also Rise"                                  |
| 2018-prezent | Law & Order: Special Victims Unit   | Dr. Al Pollack                                   | Rol periodic                                                  |

### Jocuri video
| An   | Titlu                          | Rol                              | Note  |
| ---- | ------------------------------ | -------------------------------- | ----- |
| 2003 | Final Fantasy X-2              | Nooj                             |       |
| 2006 | Kingdom Hearts II              | Sephiroth                        |       |
| 2007 | Crisis Core: Final Fantasy VII | Sephiroth                        |       |
| 2008 | Dissidia Final Fantasy         | Sephiroth                        |       |
| 2011 | Dissidia 012 Final Fantasy     | Sephiroth                        |       |
| 2011 | Star Wars: The Old Republic    | Commander Naughlen (nemenționat) |       |
| 2013 | Injustice: Gods Among Us       | Clark Kent / Kal-El / Superman   |       |
| 2016 | DC Universe Online             | Clark Kent / Kal-El / Superman   |       |
| 2017 | Injustice 2                    | Clark Kent / Kal-El / Superman   | [ 2 ] |
| 2018 | Dissidia Final Fantasy NT      | Sephiroth                        |       |
| 2018 | Mobius Final Fantasy           | Sephiroth                        |       |

## Legături externe
- George Newbern la Internet Movie Database

## Vezi și
- Listă de actori americani (M-Q)
- Listă de oameni din statul Arkansas